# Sunny Akani
Akani Songsermsawad (thaïlandais : ซันนี่ อรรคนิธิ์ ส่งเสริมสวัสดิ์), communément appelé Sunny Akani, est un joueur thaïlandais professionnel de snooker né le 10 septembre 1995 à Bangkok. Passé professionnel en 2015, il est l'un des rares joueurs thaïlandais du circuit avec Thepchaiya Un-Nooh et Noppon Saengkham.

## Carrière
Akani intègre le circuit professionnel à l'issue d'un titre de champion d'Asie des moins de 21 ans remporté en 2015. Qualifié pour les saisons 2015-2016 et 2016-2017, Akani dispute son premier tournoi lors des qualifications du championnat du monde de snooker 2016 où il est battu d'entrée par son compatriote Thepchaiya Un-Nooh sur le score de 10-9. 
Il se qualifie pour l'Open d'Inde de 2016 en défaisant Ben Woollaston (4-3), puis écarte ensuite Jamie Burnett (4-1), Mark Davis (4-2) et Gary Wilson (4-2, en ouvrant la rencontre par un century break) pour aligner les quarts de finale du premier tournoi de classement auquel il participe. Il y prend l'avantage sur Kyren Wilson en menant par 2-1, avant de finalement s'incliner 4-2. 
En 2017, il commence la saison comme l'année précédente. En effet, il aligne les huitièmes de finale de l'Open d'Inde en battant Scott Donaldson, Stephen Maguire et Dominic Dale, avant d'être écarté sur le score de 4-2 par Liam Highfield. Akani réalise une bonne performance au championnat du Royaume-Uni 2017 : il se qualifie pour les huitièmes de finale en éliminant Fergal O'Brien, Michael Holt et Barry Hawkins (sans concéder une seule manche), puis retrouve Ronnie O'Sullivan, contre qui il propose une prestation solide, nourrie tout de même par quelques regrets. En effet, il s'incline à la manche décisive, 6 manches à 5, après avoir mené 2-0, 4-2 et 5-4. D'ailleurs, après le match, O'Sullivan reconnaîtra avoir « volé » la victoire à son adversaire, Akani ayant manqué de peu une qualification en quarts de finale. 
Akani est de nouveau quart de finaliste sur un tournoi classé au Snooker Shoot-Out en 2018.  
Terminant la saison 2021-2022 en dehors du top 64 mondial, Sunny Akani se voit relégué du circuit professionnel. Il retrouve son statut professionnel deux ans plus tard, remportant l'une des deux places mises en jeu lors du premier tournoi de qualification au circuit réservé aux joueurs d'Asie et d'Océanie.    

## Palmarès
| Légende | Catégorie                      | Titres                         | Finales                        |
|         | Tournois classés               | 0                              | 0                              |
|         | Tournois non classés           | 0                              | 0                              |
|         | Tournois amateurs              | 1                              | 0                              |
| Gras    | Tournois de la triple couronne | Tournois de la triple couronne | Tournois de la triple couronne |

### Titres
| Saison | Nom du tournoi                         | Lieu  | Finaliste  | Score | Tableau |
| 2015   | Championnat d'Asie des moins de 21 ans | Pékin | Yuan Sijun | 6-4   |         |